# Марвелов филмски универзум
Марвелов филмски универзум (енгл. Marvel Cinematic Universe – MCU) је америчка филмска франшиза и дељени универзум суперхероја, заснованих на ликовима који се појављују у стриповима компаније Марвел. Франшиза је проширена да укључи стрипове, кратке филмове и телевизијске серије. Остварио је преко 22 милијарде долара на глобалном нивоу што га чини највећом филмском франшизом свих времена.
Дељени Марвелов универзум је остварен преко укрштања више различитих прича у једну заједничку, као и преко ликова који се појављују у различитим филмовима. Фил Колсон, којег глуми Кларк Грег, оригинални је лик у Марвеловом Филмском Универзуму који се појављује у свим облицима који чине франшизу.
Кевин Фајги је направио сваки филм у Марвеловом Филмском Универзуму. Филмове су написали и режирали различити појединци, а у њима се појављује огромна група глумаца. Многи глумци, као што су Роберт Дауни Јуниор, Крис Еванс, Крис Хемсворт, Самјуел Л. Џексон и Скарлет Џохансон, под уговором су да глуме у вишебројним филмовима.
Први филм у Марвеловом Филмском Универзуму био је Ајронмен (2008), којег је дистрибуирао Парамаунт пикчерс. Парамаунт је такође дистрибуирао Ајронмен 2 (2010), Тор (2011) и Капетан Америка: Први осветник (2011), док је Јуниверсал пикчерс дистрибуирао филм Невероватни Хулк (2008). Волт Дизни стјудиос почео је дистрибуирати филмове са филмом Осветници (2012), који је завршио прву фазу франшизе.
Друга фаза франшизе укључује филмове Ајронмен 3 (2013), Тор: Мрачни свет (2013), Капетан Америка: Зимски војник (2014), Чувари галаксије (2014), Осветници: Ера Алтрона (2015) и Антмен (2015).
Капетан Америка: Грађански рат (2016) први је филм у трећој фази франшизе, а следе га Доктор Стрејнџ (2016), Чувари галаксије 2 (2017), Спајдермен: Повратак кући (2017), Тор: Рагнарок (2017), Црни Пантер (2018), Осветници: Рат бескраја (2018), Антмен и Оса (2018), Капетан Марвел (2019), Осветници: Крај игре (2019) и Спајдермен: Далеко од куће (2019). Прве три фазе филмског универзума су познате као Сага бескраја. Сони пикчерс дистрибуира филмове о Спајдермену, поседује, финансира и има коначну креативну контролу.
Четврту фазу чине филмови Црна Удовица (2021), Шенг-Чи и легенда о десет прстенова (2021), Вечни (2021), Спајдермен: Пут без повратка (2021), Доктор Стрејнџ у мултиверзуму лудила (2022), Тор: Љубав и гром (2022) и Црни Пантер: Ваканда заувек (2022).
Пету фазу чине филмови Антмен и Оса: Квантуманија (2023), Чувари галаксије 3 (2023), Капетан Марвел 2 (2023), Дедпул и Вулверин (2024), Капетан Америка: Врли нови свет (2025) и Громовници* (2025).
Шесту фазу чине филмови Фантастична четворка: Први кораци (2025), Осветници: Судњи дан (2026), Spider-Man: Brand New Day (2026), Осветници: Тајни ратови (2027) и Блејд (ТБА). Четврта, пета и шеста фаза су познате као Сага мултиверзума.

## Сага бескраја

### Прва фаза
| Филм                           | Датум изласка у САД | Режисер     | Сценарист(и)                                      | Продуценти                           |
| ------------------------------ | ------------------- | ----------- | ------------------------------------------------- | ------------------------------------ |
| Ајронмен                       | 2. мај 2008.        | Џон Фавро   | Марк Фергус и Хок Остби, Арт Маркум и Мет Холовеј | Ави Арад и Кевин Фајги               |
| Невероватни Халк               | 13. јун 2008.       | Луј Летерје | Зек Пен                                           | Ави Арад, Гејл Ен Херд и Кевин Фајги |
| Ајронмен 2                     | 7. мај 2010.        | Џон Фавро   | Џастин Теру                                       | Кевин Фајги                          |
| Тор                            | 6. мај 2011.        | Кенет Брана | Ешли Едвард Милер и Зек Стенц, Дон Пејн           | Кевин Фајги                          |
| Капетан Америка: Први осветник | 22. јул 2011.       | Џо Џонстон  | Кристофер Маркус и Стивен Макфили                 | Кевин Фајги                          |
| Осветници                      | 4. мај 2012.        | Џос Видон   | Џос Видон                                         | Кевин Фајги                          |

#### Ајронмен (2008)
Милионер и индустријалац Тони Старк гради себи оклопно одело, након што га терористичка организација ухвати и зароби. Ослободивши се, одлучује да надогради и поклони свој оклоп војсци, како би спречио продају оружја на црном тржишту.
Априла 2006. године, Марвел је запослио Џона Фавроа као продуцента за филм Ајронмен, са тимом сценариста. Роберт Дауни Јуниор изабран је за главну улогу у септембру 2006. године, након што је пустио браду и почео да убеђује ствараоце филма да је он прави за ту улогу. Први кадар званично је почео да се снима 12. марта 2007. године, када је првих неколико недеља потрошено на Старково заробљеништво у Авганистану, које је снимано у Округу Инјо у Калифорнији.
Ајронмен је премијерно пуштен у Сиднеју, 14. априла 2008. године, светску премијеру имао је 30. априла, а у Америци 2. маја.
Филм завршава сценом у којој Семјуел Л. Џексон, као Ник Фјури, позива Старка ради оснивања иницијативе Осветника. У позадини се види штит Капетана Америке, којег су из шале додали али је Фавро одлучио да га остави.

#### Невероватни Халк (2008)
Након излагања гама зрачењу, због ког се трансформисао у чудовиште Халк, научник Брус Бенер бежи и изолује се од своје љубави Бети Рос. У бегу од војске, Бенер трага за леком, како би се излечио и спречио да постане оружје.
Јануара 2006. године, Марвел тражи од Јуниверсал Пикчерса права за карактер Халка, након неуспеха у прављењу наставка Халка продуцента Анг Лија из 2003. Јуниверсал задржава права на будуће Халк филмове. Уместо да крену напред са наставком, Марвел запошљава Луја Летерја као продуцента на филму Невероватни Халк, који почиње све испочетка. Сценарио је написао Зек Пен који је био задужен за филм из 2003. године.
Продукција почиње 9. јула 2007. године, а снимање је првобитно смештено у Торонту, са додатним снимањем у Њујорку и Рио де Жанеиру. Филм је премијерно пуштен у Лос Анђелесу 6. јуна 2008. године
Радња филма се дешава истовремено са догађајима из филмова Ајронмен 2 и Тор, а 6 месеци након догађаја из Ајронмена. Роберт Дауни Јуниор се накратко појавио на крају филма као Тони Старк из Ајронмена. Такође, Капетан Америка је накратко приказан залеђен у алтернативној верзији почетка филма.

#### Ајронмен 2 (2010)
Након што је Тони Старк обавестио јавност да је он Ајронмен, Америчка влада захтева да преда своју технологију. У међувремену, индустријалистички противник и руски научник кује заверу да искористи његову технологију против њега. 
Одмах након успешног изласка Ајронмена у мају 2008. године, Марвел најављује да раде на наставку, Ајронмен 2. Фавро се враћа као режисер, а Џастин Теру је добио посао сценаристе. У октобру 2008. године, Дауни потписује уговор, који је укључивао и први филм, како би поновио своју улогу. Дон Чидл је ангажован да замени Теренса Хауарда у улози Џејмса Роудса. Џексон је потписао уговор ради обнављања улоге Ника Фјурија из Ајронмена, а Скарлет Џохансон је изабрана за улогу Црне Удовице, која ће се такође појављивати у више филмова.
Највећи део снимања обављено је у студију који се налази на Менхетн Бич. Део снимања обављено је и у Монаку. Ајронмен 2 премијерно је пуштен у Лос Анђелесу 26. априла 2010. године, а касније широм света од 28. априла до 7. маја. 
Радња филма одвија се 6 месеци након Ајронмена, а истовремено са Невероватним Халком и Тором. Творци филма наставили су са повезивањем Марвелових филмова, приказујући штит Капетана Америке. Филм завршава сценом откривања Торовог чекића у кратеру.

#### Тор (2011)
Тор, принц Асгарда, протеран је на Земљу након што су му одузете моћи након што обнови мирни рат. Док његов брат Локи смишља начин да преузме престо, Тор мора да се докаже достојним како би повратио свој чекић Мјолнир.
Марвел запошљава Метјуа Вона као режисера у августу 2008. године, али он напушта пројекат у мају 2008. године. Кенет Брана почиње преговоре да га замени у септембру 2008. године. Маја 2009. године Крис Хемсворт изабран је за главну улогу, а Том Хидлстон за његовог брата Локија. Продукција почиње 11. јануара 2010. године у Лос Анђелесу, пре него што су се преселили у Галистео у марту. Тор је имао светску премијеру 17. априла у Сиднеју, а америчку премијеру 2. маја у Лос Анђелесу. Филм је интернационално пуштан између 21. и 30. априла, те 6. маја у Северној Америци.
Радња филма се истовремено дешава кад и Невероватни Хулк и Ајронмен 2, 6 месеци након Ајронмена. Кларк Грег, који се појавио у Ајронмену и Ајронмену 2 као агент Ш. И. Л. Д. А. Фил Колсон, поново се појавио у Тору. Након што је потписао уговор за улогу Хокаја у Осветницима, Џереми Ренер се накратко појавио у једној сцени Тора. Филм завршава сценом са Локијем који гледа Ерика Селвига и Ника Фјурија док причају о Тесеракту.

#### Капетан Америка: Први осветник (2011)
Стив Роџерс се 1942. године сматра физички неспремним за америчку војску и борбу против нациста у Другом светском рату. Регрутован за тајну војну операцију, он бива физички претворен у супер-војника по имену Капетан Америка, који треба да се бори против Црвене Лобање, главе нацистичке научне организације назване Хидра.
Априла 2006. године, Марвел ангажује Дејвида Селфа за писање сценарија за филм Капетан Америка. Џо Џонстон потписао је уговор за режирање новембра 2008. године, уз Кристофера Маркуса и Стивена Макфилија који су ангажовани да поново напишу сценарио. 15. марта 2010. Крис Еванс изабран је за улогу Капетана Америке, а Хјуго Вивинг за улогу Црвене Лобање. Продукција је почела 28. јуна 2010. године у Уједињеном Краљевству, и то у Лондону, Манчестеру и Ливерпулу. Филм је премијерно приказан 19. јула 2011. године у Лос Анђелесу, северноамеричку премијеру имао је 22. јула, а у свету се појављује 27. јула.
Тесеракт из последње сцене Тора појављује се и у овом филму. Младог Хауарда Старка, оца Тонија Старка, у филму глуми Доминик Купер. У последњој сцени филма, накратко се појављује Ник Фјури, а затим и трејлер за Осветнике.

#### Осветници (2012)
Ник Фјури, директор Ш. И. Л. Д. А. сакупља суперхероје Ајронмена, Тора, Капетана Америку, Халка, Црну Удовицу и Хокаја да се боре против Торовог брата Локија, који планира да заузме Земљу.
Зек Пен, који је написао сценарио за Невероватног Халка, запошљен је да напише сценарио за Осветнике у јулу 2007. године. Априла 2010. године, Џос Видон склапа уговор да режира филм и преради Пенов сценарио. Марвел објављује да Едвард Нортон неће поновити улогу Бруса Бенера, те у јулу 2010. године, Марк Рафало заузима његово мјесто. Роберт Дауни Јуниор, Крис Еванс, Крис Хемсворт, Скарлет Џохансон, Том Хидлстон, Семјуел Л. Џексон и Џереми Ренер поновили су своје улоге из претходних филмова. Прво снимање почело је у априлу 2011. у Албукеркију, пре него што су се преселили у Кливленд у августу и у Њујорк у септембру. Премијера филма била је 11. априла у Лос Анђелесу, а Северној Америци је приказан 4. маја. 
Гвинет Палтроу, која је глумила Пепер Потс у филмовима о Ајронмену, укључена је у овај филм на Даунијев захтев, иако творци филма нису то имали у плану. На крају филма појављује се супер-зликовац Танос.

### Друга фаза
| Филм                           | Датум изласка у САД | Режисер(и)       | Сценарист(и)                                      | Продуцент   |
| ------------------------------ | ------------------- | ---------------- | ------------------------------------------------- | ----------- |
| Ајронмен 3                     | 3. мај 2013.        | Шејн Блек        | Дру Пирс и Шејн Блек                              | Кевин Фајги |
| Тор: Мрачни свет               | 8. новембар 2013.   | Алан Тејлор      | Кристофер Јост, Кристофер Маркус и Стивен Макфили | Кевин Фајги |
| Капетан Америка: Зимски војник | 4. април 2014.      | Ентони и Џо Русо | Кристофер Маркус и Стивен Макфили                 | Кевин Фајги |
| Чувари галаксије               | 1. август 2014.     | Џејмс Ган        | Џејмс Ган и Никол Перлман                         | Кевин Фајги |
| Осветници: Ера Алтрона         | 1. мај 2015.        | Џос Видон        | Џос Видон                                         | Кевин Фајги |
| Антмен                         | 17. јул 2015.       | Пејтон Рид       | Едгар Рајт, Џо Корниш, Адам Мекеј и Пол Рад       | Кевин Фајги |

#### Ајронмен 3 (2013)
Тони Старк суочава се са моћним непријатељем, Мандарином, који га напада и уништава му вилу. Оставши без своје опреме и суочавајући се са посттрауматичним стресом, Старк се бори како би окончао серију непознатих експлозија.
Крајем 2010. године, Марвел и Дизни објавили су да је у изради трећи део Ајронмена. У фебруару 2011. године, Марвел запошљава Шејн Блек као режисера за Ајронмена 3. Блек пише сценарио заједно са Друом Пирсом. Дауни, Палтроу и Чидл обнављају своје улоге из Ајронмена 2, док су се Гај Пирс и Бен Кингсли придружили екипи као Алдрич Килијан и Тревор Слатери. Снимање је почело у мају 2012. године у Северној Каролини. Такође се снимало и у Јужној Флориди, Кини и Лос Анђелесу. Ајронмен 3 премијерно је приказан у Паризу 14. априла 2013. године и у Лос Анђелесу 24. априла. Филм се у свету појавио 25. априла, а у САД 3. маја.
Радња филма је смештена у децембар 2013. године, након дешавања из Осветника. Тони Старк доживљава симптоме ПТСП након Битке за Њујорк која се десила у Осветницима. У последњој сцени филма појављује се Брус Бенер којег је одиграо Марк Рафало.

#### Тор: Мрачни свет (2013)
Тор се поново удружује са астрофизичарком Џејн Фостер, док се појављује низ портала који повезују светове. Он открива Малекит и његову војску Мрачних елфова који се враћају након много хиљада година у потрази за тајним оружјем познатим као Итр. Тор мора да удружи снаге са својим братом Локијем да би их зауставили.
Наставак Тора је први пут најављен у јуну 2011. године, са Хемсвортом у улози Тора. Хидлстон је потврдио да се враћа као Локи у септембру, а Алан Тејлор је потписао као режисер за филм у децембру. Име филма Тор: Мрачни свет објављено је у јулу 2012. године у Сан Дијегу на Комик-кону. Кристофер Еклстон изабран је за улогу Малекита месец дана касније.
Снимање филма почело је у септембру 2012. године у Борн Вуду, са додатним снимањем на Исланду и у Лондону. Премијерно је пуштен у Лондону 22. октобра 2013. године. Интернационалну премијеру имао је 30. октобра 2013. године, а 8. новембра у Северној Америци.
Радња филма дешава се годину дана након Осветника. Еванс се накратко појављује у филму као Капетан Америка када Локи промени облик у Капетана да би се наругао Тору. 

#### Капетан Америка: Зимски војник (2014)
Стив Роџерс, који ради уз Ш. И. Л. Д., удружује се са Наташом Романов - Црном удовицом и Семом Вилсоном - Фалконом, да би открио заверу у коју је умешан тајанствени убица познат под именом Зимски Војник. 
Насатавак Капетана Америке најављен је у априлу 2012. године. Ентони и Џо Русо запошљени су као режисери у јуну, а у јулу филм је званично назван Капетан Америка: Зимски војник. Еванс и Џексон постављени су да репризирају своје улоге Капетана Америке и Ника Фјурија, а Скарлет Џохансон је поново играла улогу Црне удовице. Себастијан Стен, Баки Барнс из првог дела Капетана Америке, враћа се у улози Зимског Војника. Продукција је почела у априлу 2013. године у студију на Менхетн бич, а снимано је и у Вашингтону и Кливленду. Филм је премијерно пуштен у Лос Анђелесу 13. марта 2014. Интернационално је изашао 26. марта, а 4. априла у Северној Америци.
Радња филма одвија се две године након Осветника. Стивен Стрејнџ, алтер его Марвеловог суперхероја Доктора Стрејнџа, поменут је у филму. У последњој сцени појављују се Барон Волфганг фон Стракер, Лист, Квиксилвер и Скарлет Вич, који се појављују и у филму Осветници: Ера Алтрона. У филму се открива да се у Ш. И. Л. Д. инфилтрирала Хидра, што је битно за последњих 6 епизода прве сезоне Агента Ш. И. Л. Д. А., телевизијске серије смештене у Марвелов Филмски Универзум.

#### Чувари галаксије (2014)
Питер Квил, такође познат као Стар Лорд, и група неспретњаковића, укључујући Гамору, Ракету, Дракса и Грута, боре се да сачувају моћну сферу од канџи злог Ронана.
Никол Перлман почиње да пише сценарио 2009. године. Марвел је објавио да је у изради филм Чувари галаксије у јулу 2012. године. Филм је режирао Џејмс Ган, базиран на сценарију из фебруара 2013. године. Крис Прат изабран је за главну улогу - Питера Квила. Снимање филма почиње у Лондону од јула до октобра 2013. године, а сав посао завршен је 7. јула 2014. године. Филм је премијерно пуштен 21. јула 2014. у Холивуду. Чувари галаксије пуштени су у Уједињеном Краљевству 31. јула 2014. године, а у Северној Америци 1. августа.

Радња филма смештена је у 2014. годину, Џош Бролин дао је глас и поректе Таносу, суперзликовцу који се појавио на крају Осветника. Ган је најавио да ће овај филм бити повезан са филмом Осветници: Рат Бескраја.

#### Осветници: Ера Алтрона (2015)
Капетан Америка, Ајронмен, Тор, Халк, Црна удовица и Хокај морају да раде заједно као Осветници, како би поразили Алтрона, техничког непријатеља који жели да доведе људски род до изумирања. Притом се сусрећу са моћним близанцима Пијетром и Вандом Максимоф, као и са новим ликом Визијом.
Наставак Осветника најављен је од стране Дизнија у мају 2012. године, одмах након изласка првог филма. У августу 2012. године, Џос Видон потписао је да се враћа као писац и режисер. У јуну 2013. године, Дауни прихвата уговор да обнови улогу Ајронмена за други и трећи филм Осветника. 20. јула 2013. године, у Сан Дијегу на Комик-кону, Видон је објавио име филма, Осветници: Ера Алторна. У августу 2013. године, Џејмс Спејдер изабран је за улогу Алтрона. Снимано је у Јоханезбургу, Енглеској, Италији и Сеулу. Филм је доживео светску премијреу у Лос Анђелесу 13. априла 2015. године, а интернационално је пуштен 22. априла, док је у Северној Америци пуштен 1. маја.
Филм потврђује да је камен у Локијевом скептеру Камен Бескраја, конкретно Камен Разума, а Бролин се поново појављује као Танос у последњој сцени, показујући Рукавицу Бескраја. Такође се спомиње Вибранијум и Ваканда, правећи везу и најављујући филм Црни пантер.

#### Антмен (2015)
Лопов Скот Ленг мора да помогне ментору и доктору Хенку Пиму, да заштите мистериозну Антмен технологију, која омогућава кориснику да смањи величину, али повећа његову снагу.
Антмена је режирао Пејтон Рид са сценаријем који су написали Едгар Рајт, Џо Корниш, Адам Мекеј и Пол Рад. Јануара 2013. године, Фајги је изјавио да ће Антмен бити први филм у трећој фази Марвеловог Филмског Универзума. Међутим, у октобру 2014. године објављено је да ће Антмен бити последњи филм у другој фази. Снимање је трајало од августа до децембра 2014. године у Сан Франциску, округу Фејет и Атланти. У децембру 2013. године, Пол Рад изабран је за улогу Антмена, затим је у јануару 2014. Мајкл Даглас изабран за улогу Хенка Пима. Антмен је имао светску премијеру у Лос Анђелесу 29. јуна 2015. године, а у Француској је пуштен 14. јула. У Северној Америци је пуштен 17. јуна.
Радња филма се одвија неколико месеци после радњи из филма Осветници: Ера Алтрона. Завршна сцена у филму је снимак из филма Капетан Америка: Грађански рат, и у њој се појављују Маки као Фалкон, Еванс као Стив Роџерс и Себастијан Стен као Баки Барнс.

### Трећа фаза
| Филм                           | Датум изласка у САД | Режисер(и)             | Сценарист(и)                                                                             | Продуцент(и)                 |
| ------------------------------ | ------------------- | ---------------------- | ---------------------------------------------------------------------------------------- | ---------------------------- |
| Капетан Америка: Грађански рат | 6. мај 2016.        | Ентони и Џо Русо       | Кристофер Маркус и Стивен Макфили                                                        | Кевин Фајги                  |
| Доктор Стрејнџ                 | 4. новембар 2016.   | Скот Дериксон          | Џон Спајтс, Скот Дериксон и Роберт Каргил                                                | Кевин Фајги                  |
| Чувари галаксије 2             | 5. мај 2017.        | Џејмс Ган              | Џејмс Ган                                                                                | Кевин Фајги                  |
| Спајдермен: Повратак кући      | 7. јул 2017.        | Џон Ватс               | Џонатан Голдстајн, Џон Франсис Дели, Џон Ватс, Кристофер Форд, Крис Мекена и Ерик Сомерс | Кевин Фајги и Ејми Паскал    |
| Тор: Рагнарок                  | 3. новембар 2017.   | Таика Ваитити          | Ерик Пирсон, Крег Кајл и Кристофер Јост                                                  | Кевин Фајги                  |
| Црни пантер                    | 16. фебруар 2018.   | Рајан Куглер           | Рајан Куглер и Џо Роберт Кол                                                             | Кевин Фајги                  |
| Осветници: Рат бескраја        | 27. април 2018.     | Ентони и Џо Русо       | Кристофер Маркус и Стивен Макфили                                                        | Кевин Фајги                  |
| Антмен и оса                   | 6. јул 2018.        | Пејтон Рид             | Крис Мекена, Ерик Сомерс, Пол Рад, Ендру Барер и Габријел Ферари                         | Кевин Фајги и Стивен Бросард |
| Капетан Марвел                 | 8. март 2019.       | Ана Боден и Рајан Флек | Ана Боден, Рајан Флек, Женева Робертсон-Дворет, Жак Шефер                                | Кевин Фајги                  |
| Осветници: Крај игре           | 26. април 2019.     | Ентони и Џо Русо       | Кристофер Маркус и Стивен Макфили                                                        | Кевин Фајги                  |
| Спајдермен: Далеко од куће     | 2. јул 2019.        | Џон Ватс               | Крис Мекена и Ерик Сомерс                                                                | Кевин Фајги и Ејми Паскал    |

#### Капетан Америка: Грађански рат (2016)
Након колатералне штете, политичари подстичу доношење закона који регулише суперхеројску активност уз надзор владе. Осветници постају два подељена и различита тима, један предводи Капетан Америка, а друге Ајронмен, а суочавају се са новим непријатељем, Хелмутом Земом који тражи освету против Осветника.
У јануару 2014. године, Ентони и Џо Русо потврдили су да се враћају као режисери трећег дела Капетана Америке, који је и потврђен у марту 2014. године. Крис Еванс се враћа као Капетан Америка, Фајги је поново продуцент, а Кристофер Маркус и Стивен Мекфили пишу сценарио. Октобра 2014. године, филм је званично назван Капетан Америка: Грађански рат, у ком ће се појавити Роберт Дауни Јуниор као Тони Старк/Ајронмен. Филм је адаптација Грађанског рата из стрипа, али је такође и први филм из треће фазе Марвеловог Филмског Универзума. Снимање је почело у априлу 2015. године у Атланти и трајало је до августа 2015. године. Филм је премијерно приказан у Холивуду 12. априла 2016. године, интернационална премијера почела је 27. априла, а 6. маја у Северној Америци.

#### Доктор Стрејнџ (2016)
Након што Стивен Стрејнџ, најбољи неурохирург на свету, доживи саобраћајну несрећу која му уништи каријеру, он креће на путовање како би се излечио. На том путовању сусреће се са Древном, која га обучава да користи мистичне моћи да би заштитио Земљу од мистичних претњи. 

Јуна 2010. године, Томас Дин Донели и Џошуа Опенхајмер запошљени су да напишу сценарио за филм у којем се појављује Доктор Стрејнџ. Јануара 2013. године, Кевин Фајги потврђује да ће Доктор Стрејнџ ити дио треће фазе. Јуна 2014. године Скот Дериксон је добио посао режисера. Децембра 2014. године, Бенедикт Камбербач изабран је за главну улогу, а Џон Спајтс да преправи сценарио. Снимање је почело у новембру 2015. године у Непалу, а затим је након месец дана премештено у Уједињено Краљевство. Завршено је у Њујорку у априлу 2016. године. Доктор Стрејнџ је премијерно пуштен у Хонгконгу 13. октобра 2016. године, у Уједињеном Краљевству пуштен је 25. октобра 2016. године, а у САД 4. новембра.
Дериксон је изјавио да се радња филма отприлике дешава годину дана, и завршава синхронизујући се са остатком Марвеловог Филмског Универзума. У филму се појављује Око Агамота, мистична ствар која може да манипулише временом, а открива се да је то један од Камења Бесконачности. На крају филма се појављује Хемсворт као Тор, који се састаје са Стрејнџом.

#### Чувари галаксије 2 (2017)
Чувари Галаксије путују кроз космос и труде се да сачувају своју новоформирану породицу, док помажу Питеру Квилу да сазна нешто о својим родитељима и суочавају се са новим непријатељима.
Јула 2014. године потврђено је да ће се Ган вратити режирању наставка филма о Чуварима галаксије. Крис Прат се враћа у наставак као Питер Квил/Стар Лорд, заједно са осталим чуварима из првог филма. Придружује им се Пом Клементиф као Мантис и Курт Расел као Иго. Снимање филма почело је у фебруару 2016. године у Атланти а завршено је у јуну. Премијерно је приказан у Токију 10. априла 2017. године, а пуштен је 5. маја 2017. године.
Радња филма смештена је 2-3 месеца након првог дела Чувара галаксије, у 2014. години. У једној од сцена филма спомиње се Адам Варлок, за којег творци тврде да је веома битан део космичког дела Марвеловог Филмског Универзума. На крају филма појављује се Велемајстор, којег глуми Џеф Голдблум, пре његовог појављивања у новом наставку Тора.

#### Спајдермен: Повратак кући (2017)
Питер Паркер покушава да балансира свој нормалан и суперхеројски живот уз помоћ Тонија Старка, док му прети опасност од Вултура.
Почетком фебруара 2015. године, Сони Пикчерс и Марвел објављују да ће Сони објавити Спајдермена уз сарадњу са Марвелом. Сони поседује, финансира и дистрибуира филмове о Спајдермену. У априлу 2015. године, Фајги објављује да ће се у филму појавити Питер Паркер, те да Марвел настоји да га убаци у свој Филмски Универзум. У јуну 2015. године, Том Холанд добија улогу Спајдермена, а Џон Ватс је изабран да режира филм. У априлу 2016. године објављено је име филма Спајдермен: Повратак кући. Снимање је почело у јуну у Атланти, а завршило у октобру 2016. године. Филм је премијерно приказан у Холивуду 28. јуна 2017. године у Уједињеном Краљевству је приказан 5. јула, а у САД 7. јула 2017. године.
Радња филма се одвија неколико месеци након догађаја из филма Капетан Америка: Грађански рат, а 8 година након радње Осветника. У априлу 2016. године, Фајги је потврдио да ће се Роберт Дауни Јуниор појавити и у овом филму, обнављајући своју улогу Ајронмена. 

#### Тор: Рагнарок (2017)
Тор је заробљен у другом свету бет свог чекића Мјолнира, треба да преживи гладијаторски дуел против Халка и врати се у Асгард на време да заустави злу сестру Хелу и надолазећи Рагнарок.
У јануару 2014. године, Марвел је објавио да је трећи филм о Тору у изради, са Крегом Кајлом и Кристофером Јостом који пишу сценарио, а званичан назив Тор: Рагнарок објављен је у октобру 2014. године. Хемсворт и Хидлстон, Идрис Елба и Ентони Хопкинс репризирају своје улоге као Тор, Локи, Хајмдал и Один, а касније им се придружује Кејт Бланчет као Хела. Снимање је почело у јулу 2016. године у Аустралији а завршено је крајем октобра исте године. Премијерно је приказан у Лос Анђелесу 10. октобра 2017. године, а светско приказивање почело је 24. октобра 2017. године у Уједињеном Краљевству и 3. новембра у САД.
Радња филма смештена је 4 године након претходног филма о Тору, 2 године након филма Осветници: Ера Алтрона и отприлике у исто време кад и Грађански рат и филм о Спајдермену. У филму се појављују Марк Рафало као Халк и Бенедикт Камбербач као Доктор Стрејнџ.

#### Црни пантер (2018)
Т'чала се враћа кући у Ваканду како би учествовао у дуелу да би постао краљ и заштитник, борећи се против свог дугогодишњег супарника. 
Стваралац документараца Марк Бејли плаћен је за писање сценарија за Црног пантера у јануару 2011. године. У октобру 2014. године, филм је најављен, а Чедвик Боузман је изабран да глуми Т'чалу/Црног пантера. Јануара 2016. године, Рајан Куглер је објављен као режисер, а наредног месеца, Џо Роберт Кол је потврђен да ће бити писац сценарија. Снимање је почело у јануару 2017. године у Атланти и трајало је до априла 2017. године. Црни пантер премијерно је приказан у Лос Анђелесу 29. јануара 2018. године, светско приказивање почело је 13. фебруара. У САД је приказивање почело 16. фебруара 2018. године. Филм је такође приказан у Африци, први пут за Дизнијев филм.
Радња филма је смештена недељу дана након Грађанског рата. У последњој сцени се појављује Себастијан Стен, понављајући своју улогу Бакија Барнса.

#### Осветници: Рат бескраја (2018)
Осветници удружују снаге са Чуварима галаксије за борбу против Таноса, који покушава да скупи сво Камење Бескраја.
Филм је најављен у 2014. као Осветници: Рат бескраја први део. У априлу 2015. године, Марвел објављује да ће Ентони и Џо Русо режирати филм, а у мају да ће Кристофер Маркус и Стивен Мекфили писати сценарио. У јулу 2016. године, Марвел открива да је наслов филма скраћен у Осветници: Рат бескраја. Бролин се поново појављује у улози Таноса као и велики број глумаца који су се појављивали у другим филмовима Марвеловог Филмског Универзума. Снимање је почело у јануару 2017. године у Атланти и трајало је до јула. Снимано је и у Шкотској. Филм је премијерно приказан у Лос Анђелесу 23. априла 2018. године. Светску премијеру имао је 27. априла 2018. са неколико претпремијера 25. априла.
Радња филма се дешава 2 године после Грађанског рата. Марвел је постављао темеље за Рат бескраја још од ранијих филмова, уводећи Камење Бескраја и приказујући Таноса са Рукавицом Бескраја. У последњој сцени појављује се Ник Фјури који шаље поруку са старог пејџера, а на екрану се појављује обавештење да је порука достављена Капетану Марвелу.

#### Антмен и оса (2018)
Скот Ленг покушава да избалансира свој породични живот са обавезама као Антмена, када му Хоуп ван Дајн и Хенк Пим дају нову мисију, захтевајући од њега да се удружи са ван Дајновом као Осом.
Филм Антмен и оса је најављен у октобру 2015. године. Пејтон Рид је потврдио да ће се вратити режирању овог филма, а да ће Пол Рад и Еванџелин Лили поновити своје улоге Скота Ленга и Хоуп ван Дајн. Фебруара 2017. године, Мајкл Даглас потврдио је да ће поновити улогу Хенка Пима, а Мишел Фајфер да ће се појавити у улози Џенет ван Дајн. Децембра 2015. године, Ендру Барер, Габријел Ферари и Рад потврдили су да ће писати сценарио, а свој допринос писању сценарија су дали и Крис Мекена и Ерик Сомерс. Снимање је почело у августу 2017. године у Атланти, а понешто је снимано и у Сан Франциску. Филм је имао премијеру у Холивуду 25. јуна 2018. године, а у САД је пуштен 6. јула 2018. године.
Радња филма се дешава 2 године након радњи из филма Капетан Америка: Грађански рат и пре радње филма Осветници: Рат бескраја. У последњој сцени, Хеник Пим, Хоуп ван Дајн и Џенет ван Дајн бивају дезинтегрисани као последица филма Осветници: Рат бескраја.

#### Капетан Марвел (2019)
Керол Денверс постаје Капетан Марвел, једна од највећих хероја у галаксији, након што се Земља нашла у центру интергалактичког конфликта, између два ванземаљска света.
У мају 2013, Холивуд репортер је најавио да Марвел већ ради на сценарију за филм. У октобру 2014. Марвел је најавио да ће име филма бити Капетан Марвел и да ће укључивати Керол Денверс. У априлу 2015, Никол Перлман и Мег Лефов су најављени као сценаристи. На Комик-Кону у Сан Дијегу 2016, потврђено је да ће Бри Ларсон тумачити улогу Керол Денверс. У априлу 2017, Ана Боден и Рајан Флек су преузели режију. Августа исте године, Женева Робертсон-Дворет је преузела писање сценарија, уместо Перлман и Лефов. Боден, Флек, Робертсон-Дворет и Жак Шефер су на крају означени као сценаристи. Снимање је почелу у марту 2018. у Лос Анђелесу, а завршило се у јулу исте године. Филм је премијерно приказан 27. фебруара 2019. у Лондону, а у САД 8. марта исте године.
Филм је смештен у 1995. годину. Самјуел Л. Џексон, Џимон Хансу, Ли Пејс и Кларк Грег репризирају своје улоге као Ник Фјури, Корат, Ронан и Фил Колсон, док је Скрал специјално укључен у Марвелов филмски универзум.

#### Осветници: Крај игре (2019)
Након што је половина живота у универзуму убијена због Таноса у филму Осветници: Рат бескраја, преостали Осветници и њихови савезници се морају окупити да би вратили ствари као што су биле.
Филм је најављен октобра 2014. као Осветници: Рат бескраја – Други део. Априла 2015. откривено је да ће Ентони и Џо Русо режирати, док је у мају најављено да ће Кристофер Маркус и Стивен Макфили написати сценарио. У јулу 2016. Марвел је најавио да ће наслов филма бити промењен, ословљавајући га као Неименовани филм о Осветницима. Наслов Осветници: Крај игре откривен је у децембру 2018. Бролин репризира улогу Таноса и појављује се део глумачке поставе који се појавио у другим Марвеловим филмовима. Снимање је почело августа 2017. у Атланти, а завршено је јануара 2018. Филм је премијерно приказан 26. априла 2019. у Америци.

#### Спајдермен: Далеко од куће (2019)
Питер Паркер иде на школски излет у Европу са својим пријатељима. Док је тамо, Ник Фјури га је регрутовао да се удружи са Мистериом у борби против Елементала. 
У децембру 2016. Сони пикчерс је заказао наставак филма Спајдермен: Далеко од куће за 5. јул 2019. Годину дана касније, Ватс је потврђен као режисер. Крис Мекена и Ерик Сомерс, сценаристи првог филма, вратили су се да напишу сценарио. Холанд је открио наслов филма Спајдермен: Далеко од куће у јуну 2018. Снимање је почело у јулу 2018. у Енглеској, док се такође снимало у Чешкој, Венецији и Њујорку и трајало је до октобра 2018. Веровало се да ће ово бити први филм у четвртој фази све до априла 2019, кад је Фајги изјавио да ће ово бити последњи филм у трећој фази. Он је касније додао да ће ово бити закључак „Саге бескраја”. Спајдермен: Далеко од куће је премијерно приказан 26. априла 2019. у Холивуду, а почео је да се приказује широм Америке 2. јула исте године. 
Филм је смештен осам месеци након радње филм Осветници: Крај игре. Џексон и Коби Смалдерс репризирају своје улоге као Ник Фјури и Марија Хил, из претходних филмова. У првој сцени после одјавне шпице појављује се Џеј Кеј Симонс као Џ. Џона Џејмисон. У другој сцени после одјавне шпице појављују се Бен Менделсон као Талос и Шерон Блин као Сорен, репризирајући своје улоге из филма Капетан Марвел.

## Хронологија
Током Прве фазе Саге бескраја, продуценти филмова сврстали су филмове у временски оквир иако нису имали на уму континуитет који филмовима тек предстоји. Догађаји из филма Ајронмен 2 дешавају се шест месеци након првог филма о Тонију Старку и у исто време као и догађаји из филмова Невероватни Хулк и Тор судећи по Фјуријевим коментарима у филмовима. Последњи филм пред заједнички филм о Осветницима дешава се у 1943. години, али и у садашњости, односно више од шест месеци након филма Ајронмен. Сценаристи филмова из Прве фазе задржали су временски след из серије стрипова Фјуријева велика недеља, где се дешавања из филмова Ајронмен 2, Невероватни Хулк и Тор одвијају у размаку од једне седмице. У мају 2012. године, по изласку Осветника, Марвел је објавио график који садржи све догађаје из Прве фазе Саге бескраја у хронолошком следу.
Како се Прва фаза завршила у мају 2012. године, сценаристи су одатле наставили са рачунањем времена. Ајронмен 3 одвија се крајем 2012, пред Божић односно дочек нове 2013. године. Филмови Тор: Мрачни свет и Капетан Америка: Зимски војник одвијају се годину, односно две након Битке за Њујорк. Други кросовер са Осветницима дешава се неколико месеци након пада ШИЛД-а, приказаног у филму Капетан Америка: Зимски војник. Последњи филм Друге фазе, Антмен, одвија се убрзо након инцидената у Соковији, о чему сведоче референце Хенка Пима из тог филма.
Трећа фаза отпочела је филмом Капетан Америка: Грађански рат, а режисери Ентони и Џо Русо желели су да задрже реални временски континуитет. Тако филм о сукобу Тонија Старка и Стива Роџерса заузима место годину дана након другог филма о Осветницима, а наредни филм истих режисера Осветници: Рат бескраја, две године. Између та два филма, дешавају се догађаји из филмова Спајдермен: Повратак кући и то свега неколико дана након завршетка Грађанског рата, као и Црни Пантер (чија је биоскопска премијера била тек 2018. године), неколико месеци касније. Филм Доктор Стрејнџ почиње отприлике када и Грађански рат односно Повратак кући, али траје читаву годину и завршава се пре филма Тор: Рагнарок, чији завршетак директно најављује трећи филм о Осветницима. Антмен и Оса почиње две године након инцидента у Немачкој, тек пред истек кућног притвора Скота Ланга, а завршава се паралелно са Ратом бескраја. Коначно, оба филма о Чуварима галаксије експлицитно су сврстана у 2014. године, четири године пре почетка сукоба са Таносом.
Највећу грешку у одржавању временске линије изазвао је филм о Спајдермену, где се на екрану приказује да је Битка за Њујорк завршена пре осам година што никако не може бити тачно. Одлука сценариста и продукције нашла се на мети бројних критика због рушења читавог следа, а поготово због Фајгијевих планова за наставак филмског универзума. Такође, дијалог у Грађанском рату, да је од појаве Ајронмена до тада прошло осам година окарактерисан је као урушавање временског континуитета, јер би тај период био негде између пет и шест година. Режисери Рата бескраја и Краја игре, браћа Русо, окарактерисали су грешку из Повратка кући као веома грубу. Велико незадовољство изазвано тим грешкама натерало је Марвел Студио да изда нову, званичну временску линију, али се Невероватни Хулк, Антмен и Оса као и Повратак кући нису нашли на њој.
Филмови објављени након званичне временске линије, која је изазвала нове реакције због измештања првобитног периода за Црног Пантера и враћања Рата бескраја за једну годину раније него што се десио, своје место су заузели или много раније или много касније од Рата бескраја. Капетан Марвел, први филм са женом у главној улози, своју радњу прича у 1995. години. Четврти филм о Осветницима, Осветници: Крај игре, 22. филм у франшизи, дешава се пет година након што је Танос избрисао половину популације универзума. Филм Спајдермен: Далеко од куће своју радњу прича осам месеци након Краја игре.

### Праћење догађаја
Постоји неколико начина за праћење догађаја у Марвеловом филмском универзуму. Изузимајући трилогије (Ајронмен, Капетан Америка, Тор) и филмове које укључују истог насловног хероја или хероје (Антмен, Спајдермен, Чувари галаксије) могуће је повезивати филмове у хронологије. Након Прве фазе, чији филмови су сами по себи наставци један другом (ако не директно, онда индиректно), филмови почев од Друге фазе могу се поделити у две групе: филмови који претходе Грађанском рату и филмови о јунацима изван Земље. Већ након Ере Алтрона, јунаци се деле у две групе плус Чуваре галаксије који ће се прво сусрести са Тором те би се могли сврстати и у његову групу. Тако се трећи део трилогије о Ајронмену и други делови преостале две трилогије још једном састају у филму Осветници: Ера Алтрона након чега ће се поново разићи до поновног сусрета у борби против Таноса.
Тор након борбе са Алтроном одлази назад за Асгард и његове активности остаће непознате до борбе против Суртура (Рагнарок), односно сусрета са Стрејнџом (сусрет је најављен у завршним сценама филма Доктор Стрејнџ, а дешава се током Рагнарока). На путу до борбе са Таносом, Тор ће срести и Хулка (Рагнарок) и Чуваре галаксије (Рат бескраја) што ће заокружити његову фракцију Осветника који се не појављују у Грађанском рату. Капетан Америка почиње да тренира Осветнике на Земљи на Старковом имању, а његов пријатељ, Сем Вилсон, се среће са Скотом Лангом у филму Антмен. Чак и наставак о Антмену и Оси, директна је последица акција Скота Ланга са Стивом Роџерсом. Путеви Стива Роџерса и Тонија Старка укрштају се још једном: након експлозије у Лагосу (Грађански рат), што на сцену доводи још једног од Осветника у вези са Стивом Роџерсом - Црног Пантера. Старков пулен, Питер Паркер, последња је станица Тонија Старка пред сусрет са Стрејнџом и Банером.
За праћење догађаја најлакше је пратити филмове о Осветницима јер су они најчешћа веза између више филмова. Изузетак је можда Капетан Марвел јер заузима сопствено место у временском следу Марвеловог филмског универзума и нема пресечну тачку до самог завршетка Рата бескраја.

## Споредне улоге и ликови
| Лик                             | Антмен филмови  | Осветници филмови   | Црни пантер     | Капетан Америка филмови | Капетан Марвел    | Доктор Стрејнџ     | Чувари галаксије филмови | Невероватни Халк       | Ајронмен филмови       | Спајдермен филмови  | Тор филмови        |  |
| ------------------------------- | --------------- | ------------------- | --------------- | ----------------------- | ----------------- | ------------------ | ------------------------ | ---------------------- | ---------------------- | ------------------- | ------------------ |  |
| Брус Бенер Хулк                 |                 | Марк Рафало         |                 |                         |                   |                    |                          | Едвард НортонЛу Ферињо | Марк Рафало            |                     | Марк Рафало        |  |
| Џејмс Баки Барнс Зимски војник  | Себастијан Стен | Себастијан Стен     | Себастијан Стен | Себастијан Стен         |                   |                    |                          |                        |                        |                     |                    |  |
| Клинт Бартон Хокај              |                 | Џереми Ренер        |                 | Џереми Ренер            |                   |                    |                          |                        |                        |                     | Џереми Ренер       |  |
| Пеги Картер                     | Хејли Атвел     | Хејли Атвел         |                 | Хејли Атвел             |                   |                    |                          |                        |                        |                     |                    |  |
| Фил Колсон                      |                 | Кларк Грег          |                 |                         | Кларк Грег        |                    |                          |                        | Кларк Грег             |                     | Кларк Грег         |  |
| Дракс                           |                 | Дејв Баутиста       |                 |                         |                   |                    | Дејв Баутиста            |                        |                        |                     |                    |  |
| Ник Фјури                       |                 | Семјуел Л. Џексон   |                 | Семјуел Л. Џексон       | Семјуел Л. Џексон |                    |                          |                        | Семјуел Л. Џексон      | Семјуел Л. Џексон   | Семјуел Л. Џексон  |  |
| Гамора                          |                 | Зои Салдана         |                 |                         |                   |                    | Зои Салдана              |                        |                        |                     |                    |  |
| Грут                            |                 | Вин Дизел           |                 |                         |                   |                    | Вин Дизел                |                        |                        |                     |                    |  |
| Хајмдал                         |                 | Идрис Елба          |                 |                         |                   |                    |                          |                        |                        |                     | Идрис Елба         |  |
| Марија Хил                      |                 | Коби Смалдерс       |                 | Коби Смалдерс           |                   |                    |                          |                        |                        |                     |                    |  |
| Харолд Хепи Хоган               |                 | Џон Фавро           |                 |                         |                   |                    |                          |                        | Џон Фавро              | Џон Фавро           |                    |  |
| Корат                           |                 |                     |                 |                         | Џимон Хансу       |                    | Џимон Хансу              |                        |                        |                     |                    |  |
| Скот Ленг Антмен                | Пол Рад         | Пол Рад             |                 | Пол Рад                 |                   |                    |                          |                        |                        |                     |                    |  |
| Локи                            |                 | Том Хидлстон        |                 |                         |                   |                    |                          |                        |                        |                     | Том Хидлстон       |  |
| Мантис                          |                 | Пом Клементиф       |                 |                         |                   |                    | Пом Клементиф            |                        |                        |                     |                    |  |
| Ванда Максимов Гримизна Вештица |                 | Елизабет Олсен      |                 | Елизабет Олсен          |                   |                    |                          |                        |                        |                     |                    |  |
| Небула                          |                 | Карен Гилан         |                 |                         |                   |                    | Карен Гилан              |                        |                        |                     |                    |  |
| Окоје                           |                 | Данај Гурира        | Данај Гурира    |                         |                   |                    |                          |                        |                        |                     |                    |  |
| Питер Паркер Спајдермен         |                 | Том Холанд          |                 | Том Холанд              |                   |                    |                          |                        | Макс Фавро             | Том Холанд          |                    |  |
| Вирџинија Пепер Потс            |                 | Гвинет Палтроу      |                 |                         |                   |                    |                          |                        | Гвинет Палтроу         | Гвинет Палтроу      |                    |  |
| Питер Квил Стар Лорд            |                 | Крис Прат           |                 |                         |                   |                    | Крис Прат                |                        |                        |                     |                    |  |
| Џејмс Роуди Роудс Ратна машина  |                 | Дон Чидл            |                 | Дон Чидл                |                   |                    |                          |                        | Теренс Хауард Дон Чидл |                     |                    |  |
| Рокет                           |                 | Бредли Купер        |                 |                         |                   |                    | Бредли Купер             |                        |                        |                     |                    |  |
| Стив Роџерс Капетан Америка     | Крис Еванс      | Крис Еванс          |                 | Крис Еванс              |                   |                    |                          |                        |                        | Крис Еванс          | Крис Еванс         |  |
| Наташа Романов Црна удовица     |                 | Скарлет Џохансон    |                 | Скарлет Џохансон        |                   |                    |                          |                        | Скарлет Џохансон       |                     |                    |  |
| Ронан                           |                 |                     |                 |                         | Ли Пејс           |                    | Ли Пејс                  |                        |                        |                     |                    |  |
| Тадеус Тандерболт Рос           |                 | Вилијам Херт        |                 | Вилијам Херт            |                   |                    |                          | Вилијам Херт           |                        |                     |                    |  |
| Ерик Селвиг                     |                 | Стелан Скарсгорд    |                 |                         |                   |                    |                          |                        |                        |                     | Стелан Скарсгорд   |  |
| Шури                            |                 | Летиша Рајт         | Летиша Рајт     |                         |                   |                    |                          |                        |                        |                     |                    |  |
| Тони Старк Ајронмен             |                 | Роберт Дауни Јуниор |                 | Роберт Дауни Јуниор     |                   |                    |                          | Роберт Дауни Јуниор    | Роберт Дауни Јуниор    | Роберт Дауни Јуниор |                    |  |
| Стивен Стрејнџ Доктор Стрејнџ   |                 | Бенедикт Камбербач  |                 |                         |                   | Бенедикт Камбербач |                          |                        |                        |                     | Бенедикт Камбербач |  |
| Т'чала Црни пантер              |                 | Чедвик Боузман      | Чедвик Боузман  | Чедвик Боузман          |                   |                    |                          |                        |                        |                     |                    |  |
| Тор                             |                 | Крис Хемсворт       |                 |                         |                   | Крис Хемсворт      |                          |                        |                        |                     | Крис Хемсворт      |  |
| Tанелијер Тиван Сакупљач        |                 | Бенисио дел Торо    |                 |                         |                   |                    | Бенисио дел Торо         |                        |                        |                     | Бенисио дел Торо   |  |
| Хоуп ван Дајн Оса               | Еванџелин Лили  | Еванџелин Лили      |                 |                         |                   |                    |                          |                        |                        |                     |                    |  |
| Визија                          |                 | Пол Бетани          |                 | Пол Бетани              |                   |                    |                          |                        |                        |                     |                    |  |
| Сем Вилсон Фалкон               | Ентони Маки     | Ентони Маки         |                 | Ентони Меки             |                   |                    |                          |                        |                        |                     |                    |  |
| Вонг                            |                 | Бенедикт Вонг       |                 |                         |                   | Бенедикт Вонг      |                          |                        |                        |                     |                    |  |